# 傅筑夫
傅筑夫（1902年—1985年），男，直隶（今河北）永年人，中国经济学家、经济史学家，南开大学教授。